# أبو الربيع الإيلاقي
أبو الربيع طاهر بن عبد الله الإيلاقي (369-465هـ) فقيه شافعي من أصحاب الوجوه المجتهدين.
تفقه على الحليمي، والزيادي، والأستاذ أبي إسحاق الإسفراييني، والقفال المروزي. وتفقه عليه أهل الشاش.
كان إماماً في الفقه متضلعاً به، وقد تردد ذكره في كتاب الروضة.

## وفاته
توفي سنة خمس وستين وأربعمائة (465هـ) وهو ابن ست وتسعين سنة.